# فولفغانغ ألي
فولفغانغ ألي (بالألمانية: Wolfgang Aly)‏ هو عالم لغوي كلاسيكي ألماني، ولد في 12 أغسطس 1881 في ماغديبورغ في ألمانيا، وتوفي في 3 سبتمبر 1962 في فيستوس (اليونان) في اليونان.